# Unidad Coronavirus

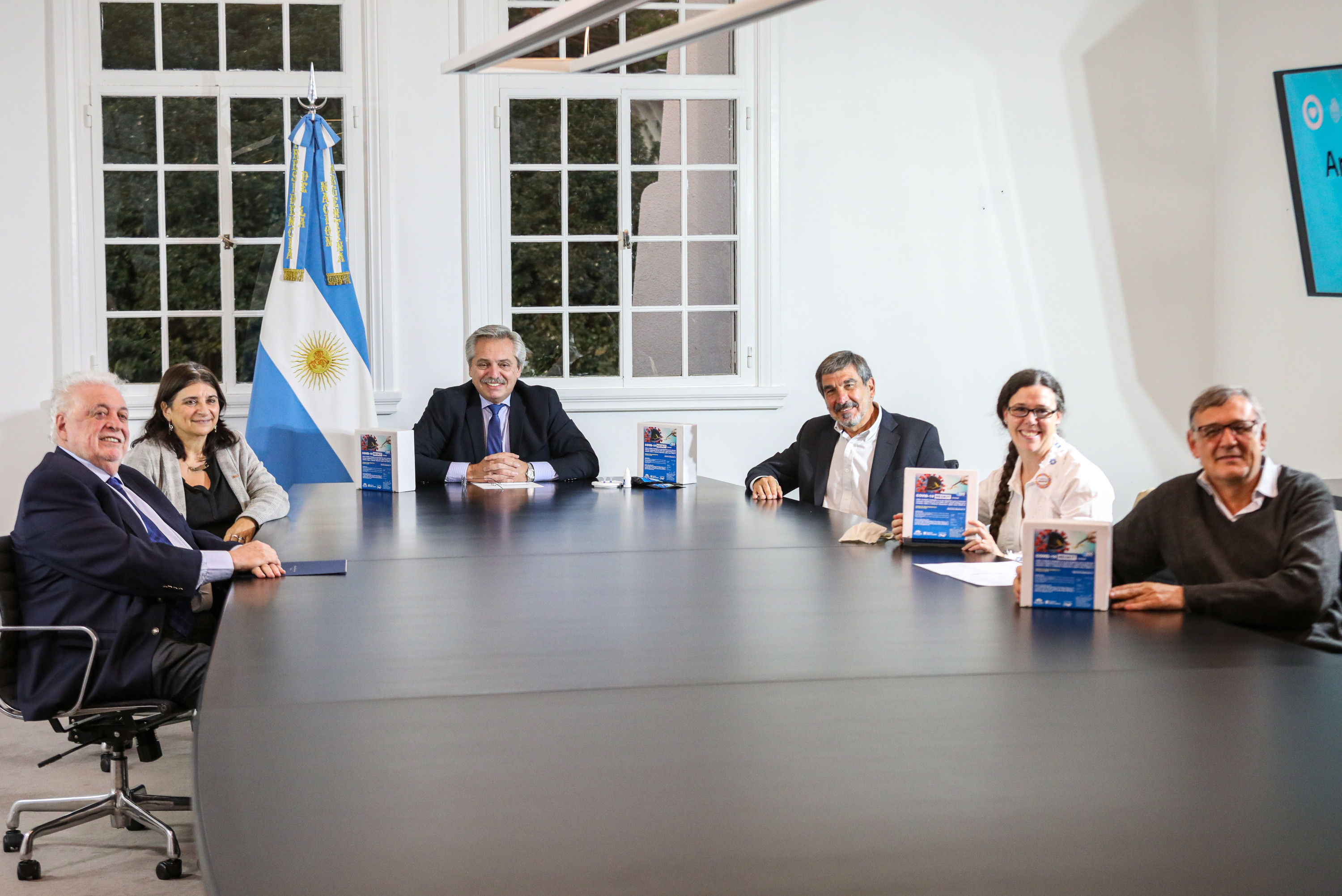
El presidente Alberto Fernández recibe a científicos argentinos que desarrollaron un test para COVID-19, patentado como “NEOKIT-COVID-19”. En la foto, de izquierda a derecha: Ginés González García (ministro de Salud), Ana María Franchi (presidenta del Conicet), Alberto Fernández (presidente de la Nación), Roberto Salvarezza (ministro de Ciencia, Tecnología e Innovación Productiva), la bióloga Carolina Carrillo (una de las investigadoras que desarrolló el kit) y Adrián Vojnov, jefe del equipo científico que desarrolló el test.

La Unidad Coronavirus es un ente creado en Argentina a mediados de marzo de 2020 con el fin de llevar adelante "proyectos de investigación y desarrollo tecnológico con capacidad de dar respuesta a la pandemia de COVID-19 en el país". Está integrada por el MinCyT, CONICET y la Agencia I+D+i. 
La Unidad tiene como objetivo la planificación de la estrategia nacional de diagnóstico, el desarrollo de kits diagnósticos, la investigación sobre la enfermedad y el desarrollo de soluciones tecnológicas e informáticas. En este marco se impulsaron diferentes acciones: el financiamiento de kits de diagnóstico, el concursos hábitats emergentes y las convocatorias a ideas proyecto, a ciencias sociales y humanas y a empresas de base tecnológica.
Entre los desarrollos coordinados por la Unidad se encuentran: los tests moleculares rápidos Neokit-Covid-19 y Ela-Chemstrip,  los tests serológicos COVIDAR IgG y COVIDAR IgM y el tratamiento con suero hiperinmune, tapabocas para uso social, con la capacidad de inactivar el virus en 5 minutos distribuidos comercialmente bajo el nombre Atom-Protect y financiamiento para  el desarrollo de vacunas contra el coronavirus en fase preclínica entre las que se encuentra la ArVac Cecilia Grierson.

## Acciones

### Financiamiento a kits de diagnóstico
Se identificaron cuatro proyectos con capacidad de reorientar su trabajo hacia el desarrollo de tests de diagnóstico y se les brindó financiamiento especial para lograr resultados a corto plazo:
- Covidar IgG,[6][7] un test serólogico lanzado en 45 días. Fue desarrollado por el equipo de la Fundación Instituto Leloir (FIL) en asociación con el Laboratorio Lemos S.R.L. Posteriormente este grupo desarrolló COVIDAR IgM.[8][9] El 6 de mayo el gobierno argentino informó que se había dispuesto su inmediata producción, con una capacidad de 10.000 tests por semana, escalable a 100.000 en el lapso de un mes.[14]
- Neokit-Covid-19, desarrollado por el  equipo del Instituto de Ciencia y Tecnología “Dr. César Milstein” (CONICET-Fundación Pablo Cassará). Es un test molecular basado en tecnología LAMP.[5]
- Ela Chemstrip, test molecular basado en Easy Loop Amplification desarrollado por dos pymes de incubadoras: Chemtest (Universidad Nacional de San Martín) y PBL (Universidad Nacional de Quilmes).[4]
- CoronARdx, test molecular basado en tecnología RT-PCR. Producto de la alianza estratégica entre la empresa Argenomics, la start up Zev Biotech y la firma Cromoion.

Los cuatro tests fueron validados y registrados en la Administración Nacional de Medicamentos, Alimentos y Tecnología Médica (ANMAT) para luego pasar a la fase de producción masiva e incorporarse a los operativos sanitarios de detección, diagnóstico y rastreo de la circulación del SARS-Cov-2.

### Convocatoria IP COVID-19
La convocatoria de Ideas Proyecto (IP) está orientadas a mejorar la capacidad nacional de respuesta a la pandemia en la Argentina, ya sea del diagnóstico, el control, la prevención, el tratamiento, el monitoreo y/u otros aspectos relacionados con COVID-19. Fueron enviadas más de 900 propuestas desde todo el país, de las cuales la Comisión Ad hoc seleccionó 64 a fines de mayo.
Uno de ellos consiste en el desarrollo de una vacuna contra el Covid-19 y está a cargo de un grupo de investigación del Conicet y la Universidad de San Martín, bajo la coordinación de la doctora Juliana Cassataro.
Otro de los proyectos seleccionados fue el "suero hiperinmune anti-COVID-19 para inmunización pasiva" desarrollado por un equipo coordinado por Linus Spatz y Fernando Goldbaum. Los estudios clínicos comenzaron a ser realizados de inmediato, por un equipo multidisciplinario de 70 personas bajo la dirección del infectólogo Fernando Polack. Los primeros estudios mostraron un 90 % de efectividad.

### Convocatoria PISAC COVID-19
La iniciativa “La sociedad argentina en la postpandemia”, con eje en las Ciencias Sociales y Humanas, busca desarrollar conocimiento sobre la pandemia y sus consecuencias a partir de la articulación entre el sector público y las universidades con un criterio federal. Fue organizada en conjunto con el MinCyT, la Secretaría de Políticas Universitarias (SPU) y el Consejo de Decanos y Decanas de Ciencias Sociales y Humanas (CODESOC). Las ciencias sociales y humanas tienen comprensión de los escenarios a corto plazo, la identificación de desafíos futuros y el fortalecimiento de nuestra capacidades sociales de respuesta frente a las transformaciones causadas por la pandemia COVID-19. Los ejes temáticos son: Estado y políticas públicas, bienes públicos y bloques regionales; seguridad, violencia y vulnerabilidades; tareas de cuidado y relaciones de género; salud y nuevas formas de protección social; transformaciones del mundo del trabajo, el empleo y la desigualdad; representaciones, discursos y creencias.

### Concurso Hábitats Emergentes
Es una convocatoria a escala nacional con la finalidad de invitar a estudiantes universitarios, docentes e investigadores a presentar propuestas de viviendas con eficiencia ambiental que puedan construirse en situaciones de emergencia. Organizado por Ministerio de Desarrollo Territorial y Hábitat, el Ministerio de Ambiente y Desarrollo Sostenible y la Agencia I+D+i, el concurso cuenta con el acompañamiento del Consejo Interuniversitario Nacional (CIN) y es financiado con una donación del Fondo Global para el Medio Ambiente, administrado por el Banco Interamericano de Desarrollo (BID). La iniciativa se propone, por un lado, propiciar y difundir la incorporación de elementos de sustentabilidad en la vivienda con un enfoque federal y centrado en la estructura productiva regional; por otro, promover la participación del sector académico en el diseño de propuestas innovadoras para la política habitacional.

### Convocatoria a Empresas de Base Tecnológica
La convocatoria a Empresas de Base Tecnológica está orientada a proyectos de desarrollo e innovación de productos, procesos o servicios orientados a construir nuevas capacidades y brindar soluciones tecnológicas en un escenario de pandemia por COVID-19 y post pandemia en cuatro áreas centrales: diagnóstico y tratamiento, dispositivos de protección personal, distanciamiento social y digitalización.
Está dirigida a Empresas de Base Tecnológica argentinas con experiencia probada en proyectos de I+D junto a instituciones del Sistema Nacional de Ciencia y Tecnología. Entre las tecnologías involucradas, se encuentran: Nanotecnología, Biotecnología moderna, Ingeniería biomédica, Mecatrónica, Inteligencia artificial, entre otras.